# Comuna Novoselîțea, Polonne
Novoselîțea (în ucraineană Новоселиця) este o comună în raionul Polonne, regiunea Hmelnîțkîi, Ucraina, formată din satele Dubovîi Hai și Novoselîțea (reședința).

## Demografie
Componența lingvistică a comunei Novoselîțea
     Ucraineană (99,3%)
     Alte limbi (0,65%)
Conform recensământului din 2001, majoritatea populației comunei Novoselîțea era vorbitoare de ucraineană (99,3%), existând în minoritate și vorbitori de alte limbi.